# Magdalena Kožená
Magdalena Kožená (* 26. května 1973 Brno) je česká operní pěvkyně, mezzosopranistka. Jejím manželem je britský dirigent Simon Rattle.

## Dětství a studium
Narodila se roku 1973 v Brně. Přestože se rodiče narodili v Čechách, považuje se za „čistokrevnou Moravanku“. Její otec, matematik, zemřel v jejích jedenácti letech. Matka je povoláním bioložka.
Se zpěvem začínala v dětském sboru Kantiléna pod vedením Ivana Sedláčka. Jejím původním životním cílem bylo stát se pianistkou, avšak poté co si zlomila obě ruce při sportovním úrazu ve dvanácti letech, se rozhodla pro pěveckou kariéru. Po studiích na brněnské konzervatoři, kde vystudovala zpěv u Něvy Megové a klavír u Jiřího Peši, pokračovala v dalším studiu zpěvu u Evy Blahové na Vysoké škole múzických umění v Bratislavě

## Pěvecká kariéra
Od ukončení studia vystupovala pravidelně na operních jevištích po celém světě. Svou kariéru odstartovala v roce 1995 na Mozartově hudební soutěži v rakouském Salcburku, kde se stala její absolutní vítězkou. Od té doby získala řadu dalších uměleckých cen. Čestný doktorát Janáčkovy akademie múzických umění v Brně obdržela 18. ledna 2022 a rektorka Hudební fakulty JAMU Barbara Maria Willi o ní pronesla: „Je ikonou pro celou generaci českých umělců“. Čestný doktorát JAMU převzal současně také Simon Rattle. 

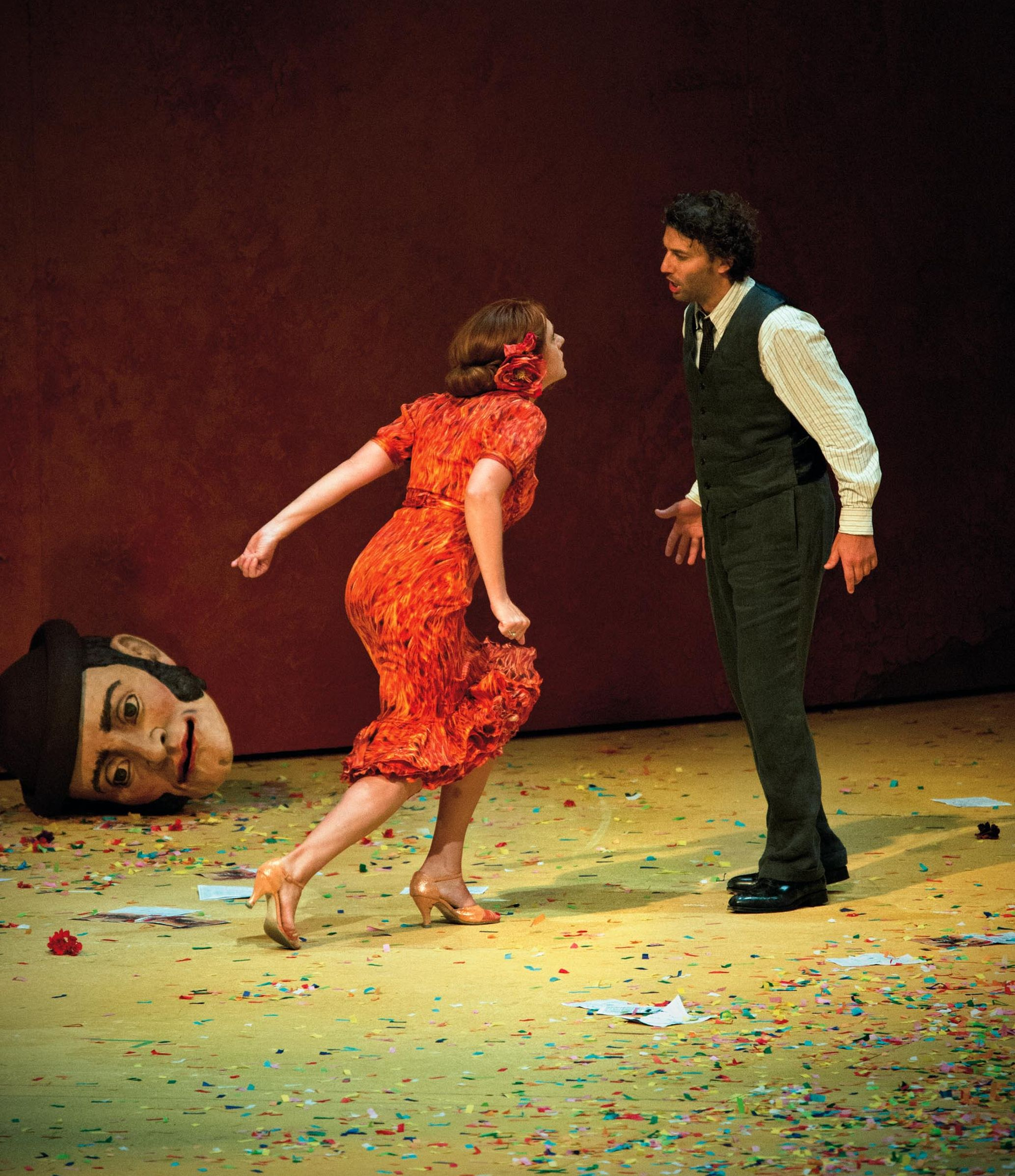
Magdalena Kožená a Jonas Kaufmann v nastudování Carmen na Salcburském festivalu 2012

Během pařížského pobytu se věnovala interpretaci francouzské operní tvorby. Za zásluhy v tomto oboru se stala v roce 2003 rytířkou Řádu umění a literatury (Chevalier des Arts et Lettres). Vystupovala v newyorské Metropolitní opeře, kde debutovala v roce 2003 a účinkování v ní zopakovala v roce 2006. Těžiště jejího repertoáru leží zejména v interpretaci staré barokní a klasicistní hudby, nevyhýbá se však ani hudbě soudobé či autorům romantickým. Od konce 90. let 20. století má podepsánu vydavatelskou smlouvu s společností Deutsche Grammophon.
Na slavnostním koncertě Berlínských filharmoniků vystoupila 1. května 2013 ve Španělském sále Pražského hradu pod taktovkou manžela Simona Rattla. Během vystoupení přednesla osm (z deseti) Biblických písní Antonína Dvořáka. Německu
Při novoročním koncertě České filharmonie 2014 v pražském Rudolfinu pod řízením Jiřího Bělohlávka přednesla dva cykly – Milostné písně Antonína Dvořáka v úpravě Jiřího Temla a výběr z Písní z Auvergne od Josepha Canteloubea. V sále Rudolfina zasedl i Rattle, jenž se s manželkou stal patronem právě zahájeného „Roku české hudby“ 2014.

## Soukromý život
V roce 2002 se vdala za francouzského barytonistu Vincenta le Texiera. V roce 2004 se při pobytu v Berlíně seznámila se Simonem Rattlem, šéfdirigentem Berlínských filharmoniků. Oba se znali již z účinkování na operním festivalu v anglickém Glyndebourne. Jejich první společný syn Jonáš (Jonas) Rattle se narodil v březnu 2005 v Salcburku. Sňatek uzavřeli v říjnu 2008 v Brně. Druhý syn Miloš přišel na svět v červnu 2008 v Aix-en-Provence a dcera Anežka pak v červnu 2014.
Magdalena Kožená ovládá sedm jazyků, mimo jiné angličtinu, francouzštinu a němčinu. Rodina žije v berlínské čtvrti Grunewald. S dětmi hovoří výlučně česky.

## Diskografie
- 1995: Jan Dismas Zelenka: Requiem in D minor (Rekviem d-moll); Ensemble Baroque - dirigent Roman Válek. Supraphon 1995 (SU 0052-2 231)
- 1995: Jan Dismas Zelenka: I Penitenti al Sepolcro del Redentore (Kajícníci u hrobu Vykupitelova, Maddalena); Capella regia musicalis – dirigent Robert Hugo; vydal znovu Supraphon v roce 2004 (SU 3785-2 231)

Od roku 1998 je smluvně vázaná u společnosti Deutsche Grammophon.
- 1998: Jakub Jan Ryba: Česká mše vánoční
- 1999: Christoph Willibald Gluck: Armida
- 1999: Johann Sebastian Bach: „Arias“ (Árie)
- 2000: „Love Songs“ (Milostné písně) – Dvořák, Janáček, Martinů; klavírní doprovod Graham Johnson
- 2000: Georg Friedrich Händel: „Cantatas“ (Kantáty)
- 2002: „Le belle immagini“ (Krásné představy) – árie Mozarta, Glucka, Myslivečka; Pražská komorní filharmonie – dirigent Michel Swierczewski
- 2003: Johann Sebastian Bach: Matthäus-Passion (Matoušovy pašije) – dirigent Paul McCreesh
- 2003: Georg Friedrich Händel: Julius Cäsar - dirigent Marc Minkowski
- 2003: „French Arias“ (Francouzské árie); Mahler Chamber Orchestra – dirigent Marc Minkowski
- 2004: „Songs“ (Písně)
- 2005: „Lamento“ – dirigent Reinhard Goebel
- 2005: Christoph Willibald Gluck: Paride ed Elena (Paris a Helena) – dirigent Marc Minkowski
- 2006: „Enchantment“ (Okouzlení), árie různých skladatelů; Les Musiciens du Louvre, Musica Antiqua Köln, Gabrieli Consort and Players (2 CD)
- 2006: Wolfgang Amadeus Mozart: La clemenza di Tito
- 2006: Wolfgang Amadeus Mozart: „Arias“ – dirigent Simon Rattle
- 2007: „Ah! mio cor“ (Ach, moje srdce - Händelovy árie) – dirigent Andrea Marcon
- 2009: „Vivaldi“ (árie, Antonio Vivaldi) – dirigent Andrea Marcon
- 2010: Des Knaben Wunderhorn, adagio ze Symfonie č. 10 od Gustava Mahlera; Cleveland Orchestra – dirigent Pierre Boulez
- 2012: „Love and Longing“ (Láska a toužení) – Dvořák, Ravel, Mahler; Berlínští filharmonikové – dirigent Simon Rattle
- 2019: „Il giardino dei sospiri“, Collegium 1704, dir. Václav Luks, vyd. Pentatone

## Filmografie
- 2008 Magdalena ... menší film o velké zpěvačce, režie Ondřej Havelka

## Ocenění
- Handel Prize (2013)
- Cena města Brna (2014)
- Stříbrná medaile předsedy Senátu (2020)
- Řád umění a literatury
- Medaile Za zásluhy  1. stupně, udělil prezident Petr Pavel v roce 2023